# Moldauische Fußballnationalmannschaft der Frauen
Die moldauische Fußballnationalmannschaft der Frauen repräsentiert die Republik Moldau im internationalen Frauenfußball. Die Nationalmannschaft ist dem moldauischen Fußballverband unterstellt und wird von Alina Stețenco trainiert.
Nach dem Spiel am 1. Oktober 2006 gegen Rumänien, wogegen auch die meisten Spiele bestritten wurden, wurde die moldauische Auswahl erst 2015 in der ersten Qualifikationsrunde für die Fußball-Europameisterschaft der Frauen 2017 wieder aktiv. Hier erreichte sie die zweite Runde. Bis heute konnte sich die Mannschaft für kein internationales Turnier qualifizieren. Die beste Platzierung in der FIFA-Weltrangliste wurde mit Rang 85 im Juli 2003 erreicht.

## Turnierbilanz

### Weltmeisterschaft
| - 1991: Keine Teilnahme, da Teil der Sowjetunion, die aber auch nicht teilnahm - 1995: nicht teilgenommen - 1999: nicht teilgenommen - 2003: Als Teilnehmer der B-Klasse keine Möglichkeit sich für die WM 2003 zu qualifizieren - 2007: Als Teilnehmer der B-Klasse keine Möglichkeit sich für die WM 2007 zu qualifizieren - 2011: nicht teilgenommen - 2015: nicht teilgenommen - 2019: nicht qualifiziert - 2023: nicht qualifiziert |

### Europameisterschaft
| - 1984 - 1991: Keine Teilnahme, da Teil der Sowjetunion, die aber auch nicht teilnahm - 1993: nicht teilgenommen - 1995: nicht teilgenommen - 1997: nicht teilgenommen - 2001: nicht teilgenommen - 2005: nicht teilgenommen - 2009: nicht teilgenommen - 2013: nicht teilgenommen - 2017: nicht qualifiziert - 2022: nicht qualifiziert - 2025: nicht qualifiziert |

### Olympische Spiele
Die Qualifikation erfolgte bis 2020 über die WM-Endrunde, ab 2024 über die UEFA Women’s Nations League.
| - 1996: nicht teilgenommen - 2000: nicht teilgenommen - 2004: keine Möglichkeit sich zu qualifizieren - 2008: keine Möglichkeit sich zu qualifizieren | - 2012: nicht teilgenommen - 2016: nicht teilgenommen - 2020: nicht qualifiziert - 2024: Keine Möglichkeit sich zu qualifizieren |

### Nations League
- 2023/24: Liga C1 – 4. Platz, Verbleib in Liga C für die Qualifikation zur EM 2025
- 2025: Liga C1 – 3. Platz, Verbleib in Liga C für die Qualifikation zur WM 2027

## Spiele gegen Nationalmannschaften deutschsprachiger Länder
Alle Ergebnisse aus moldauischer Sicht.

### Deutschland
Bisher gab es noch keine Spiele gegen die deutsche Auswahl.

### Schweiz
In der Qualifikation für die WM 2023 kam es zur ersten Begegnung der beiden Mannschaften.
| Datum              | Ort            | Ergebnis | Anlass           |
| 21. September 2021 | Chișinău       | 0:6      | WM-Qualifikation |
| 6. September 2022  | Lausanne (CHE) | 0:15     | WM-Qualifikation |

### Österreich
Bisher gab es noch keine Spiele gegen die österreichische Auswahl.